# Myiomela
Myiomela – rodzaj ptaków z rodziny kląskawek (Saxicolinae) w obrębie rodziny muchołówkowatych (Muscicapidae).

## Zasięg występowania
Rodzaj obejmuje gatunki występujące w Azji.

## Morfologia
Długość ciała 15–19 cm, masa ciała 24–30 g.

## Systematyka
Rodzaj zdefiniował w 1845 roku angielski etnolog i przyrodnik Brian Houghton Hodgson w artykule poświęconym nepalskim ptakom, opublikowanym w czasopiśmie Proceedings of the Zoological Society of London. Gatunkiem typowym jest (oryginalne oznaczenie) pluszanka białosterna (Myiomela leucura). Jednak w 1846 roku angielski ornitolog George Robert Gray założył, że nazwa ukuta przez Hodgsona – Muscisylvia – jest zbyt podobna do Musicisylvia Agassiz, 1841 (nieuzasadniona poprawka Muscylva Lesson, 1831) i nadał rodzajowi nową nazwę – Myiomela – która nadal (2024) jest używana.

### Etymologia
- Muscisylvia: zbitka wyrazowa nazw rodzajów: Muscicapa Brisson, 1760 (muchołówka) i Sylvia Scopoli, 1769 (dzierzba)[5].
- Myiomela: gr. μυια muia, μυιας muias ‘mucha’; μελω melō ‘interesować się czymś’[6].

### Podział systematyczny
Do rodzaju należą następujące gatunki:
- Myiomela leucura (Hodgson, 1845) – pluszanka białosterna
- Myiomela sumatrana (Robinson & Kloss, 1918) – pluszanka sumatrzańska
- Myiomela diana (Lesson, 1832) – pluszanka jawajska